# Francis Petre

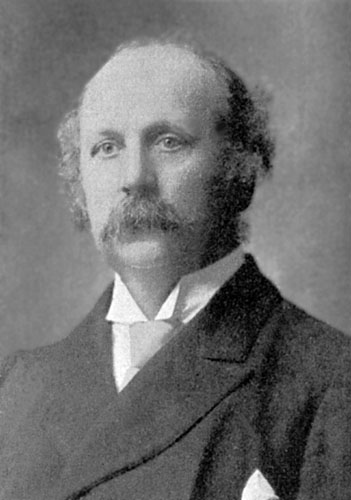
Francis Petre

Frank William „Francis“ Petre (* 27. August 1847 in Petone; † 10. Dezember 1918 in Dunedin) zählt zu den bekanntesten neuseeländischen Architekten des ausgehenden 19. Jahrhunderts. Die meisten seiner Bauwerke konzentrieren sich auf die zu dieser Zeit florierende Stadt Dunedin, in der er die längste Zeit seines Lebens verbrachte. Vor seiner Zeit stand die neuseeländische Architektur sehr unter dem Einfluss der „Mutterkolonie“, dem Vereinigten Königreich, und insbesondere unter dessen neogotischem Architekturstil. Petre, der zu den ersten in Neuseeland selbst geborenen Persönlichkeiten zählt, war maßgeblich daran beteiligt, anderen architektonische Stilrichtungen, vornehmlich dem in Südeuropa beheimateten Palladianismus sowie Elemente der Renaissance, die besser zum Klima und zum Lebensstil des Pazifikstaates passen, in Neuseeland zur Blüte zu verhelfen.
Francis Petre kam in seiner langjährigen Architektenlaufbahn mit zahlreichen verschiedenen Stilrichtungen in Kontakt, wobei er bei der Verwendung von Beton Pionierarbeit leistete. Dies brachte ihm schließlich den Spitznamen „Lord Concrete“ (engl.; Beton) ein. Er konstruierte zahlreiche öffentliche und private Gebäude, von denen die meisten noch in und um Dunedin auf der neuseeländischen Südinsel zu finden sind. Seine Wohnhäuser zählen heute zu den vornehmsten und begehrtesten des Landes. In Erinnerung bleibt Petre jedoch vor allem wegen seiner Sakralbauten, den monumentalen römisch-katholischen Kathedralen in den neuseeländischen Metropolen Dunedin, Wellington und Christchurch, die heute Zeugnis für sein Talent und seinen architektonischen Sachverstand ablegen.

## Leben

### Frühe Jahre
Die Familie Petre, die im Peerswesen Englands als Barone Petres seit 1603 die Adelswürde innehatte, stammte aus Ingatestone in Essex (England). Der engste Verwandtschaftskreis von Francis Petre zählte zu den ersten und bekanntesten Immigrantenfamilien Neuseelands. So wurde zum Beispiel die Petre Bay auf der Chatham-Insel nach ihnen benannt, genauso wie ursprünglich auch die Stadt Wanganui auf der Nordinsel. Des Weiteren wurde ein Vorort der Hauptstadt Wellington nach dem „Thorndon Hall-Anwesen“, dem Familiensitz der Petres benannt. Dieser Stadtteil ist noch heute als Thorndon bekannt. Petre war Sohn des Honourable Henry William Petre, der im Jahr 1840 als Direktor der New Zealand Company erstmals nach Neuseeland kam. Dessen Vater wiederum, Lord Petre, war zu dieser Zeit Vorsitzender der „Company“. Die New Zealand Company, die erst ein Jahr zuvor gegründet worden war, bemühte sich um die Kolonisierung der damals fast ausschließlich von Māori bewohnten Inseln und eignete sich durch Tauschgeschäfte in den folgenden Jahren − zum Teil auf dubiose Weise − große Landflächen von den Ureinwohnern an, damit daraufhin weiße Siedler einwandern konnten. Folglich darf Henry Petre zu den Gründern der Stadt Wellington gezählt werden. Außerdem hatte er das Amt des kolonialen Schatzmeisters von „New Munster“, wie die Südinsel damals genannt wurde, inne.
Francis Petre wurde am 27. August des Jahres 1847 als drittes von sechzehn Kindern in Petone − heute Vorort von Lower Hutt −, einer der ersten Siedlungen der weißen Bevölkerung in Neuseeland, geboren. Im Alter von acht Jahren wurde er, gemäß britisch-kolonialer Tradition zur Ausbildung nach England geschickt. Zu Beginn war er Schüler des „Mount St Mary’s College“ in der Nähe von Sheffield, wo er von Jesuiten unterrichtet wurde. Bereits vier Jahre später verließ er die Schule, um in das damals in Portsmouth angesiedelte Royal Naval College einzutreten. Da er sich selbst als ungeeignet für eine Karriere in der Marine befand, setzte er seine Ausbildung in Frankreich fort, wo er die Bildungsanstalt des französischen Priesters Benoît-Agathon Haffreingue in Boulogne-sur-Mer besuchte. Als er nach England zurückkehrte, schloss er seine Ausbildung schließlich am „Ushaw College“ in Durham ab.
Angehörige britischer Adelsfamilien mussten sich zur damaligen Zeit das Geld zum Leben in der Regel nicht verdienen, da sie sowieso zum Militär gehen würden oder eine geistliche Karriere anstrebten. Als dritter Sohn eines jüngeren Sohnes eines Peers stand jedoch schon zu seiner Geburt fest, dass er in Zukunft für sein Einkommen selbst Sorge zu tragen habe. Folglich wurde er zwischen 1864 und 1869 zum Londoner Schiffbauer und Ingenieur Joseph Samuda in die Lehre gegeben. Dort erlernte er verschiedene Verfahren, mit dem damals relativ neuen Material Beton umzugehen, kennen. Dies inspirierte ihn bei seinen späteren Werken.
Nach dem Abschluss seiner Ausbildung im Jahr 1869 wurde Petre als Architekt und Ingenieur zugelassen und er arbeitete für drei Jahre bei dem Londoner Architekten Daniel Cubitt Nicholls, bevor er 1872 nach Neuseeland zurückkehrte. Hier wurde er zugleich als Ingenieur beim Eisenbahnunternehmen Brogden and Sons angestellt. Während dieser Zeit überwachte er den Bau der Eisenbahnlinien Blenheim-Picton und Dunedin-Balclutha, außerdem die Trockenlegung von Teilen der Taieri Plains und die Errichtung zahlreicher Tunnels entlang der Otago Central Railway, von denen heutzutage noch einige in Zusammenhang mit dem Otago Central Rail Trail begehbar sind. Nachdem diese Arbeiten beendet waren, ließ sich Petre in der Liverpool Street in Dunedin als freier Architekt und Ingenieur nieder.

### Beginn der Architekturkarriere

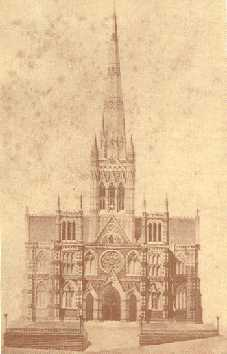
Nie vollendete Ausführung der St. Joseph’s Cathedral, Dunedin

Von 1875 an scheint Petre sein Leben zum großen Teil der Architektur, insbesondere der sakralen Architektur, verschrieben zu haben. Ohne Zweifel wurde er von damaligen Zeitströmungen und Persönlichkeiten beeinflusst; hier ist vor allem der beliebte Architekt Benjamin Mountfort aus Christchurch zu nennen, dessen Gothic Revival-Stil seine ersten Projekte dominiert. Einst sagte er über den neogotischen Baustil:
„[He saw in this type of architecture] the great richness and delicay of detail, and the closer application of geometrical rules to architecture – more especially in the window tracery which exhibits greater variety of design, together with an easier and more perfect flow into the various parts of the whole structure.“
„[Er sah in diesem Architekturstil] den großen Reichtum und die Verbundenheit zum Detail, und die Einbindung geometrischer Formen in die Architektur – insbesondere beim Maßwerk der Fenster, die eine größere Vielfalt in der Konstruktion zur Schau stellt, verbunden mit einem sanfteren und vollkommeneren Einfließen der verschiedenen Teile in das Gesamtwerk.“
Die englische Neugotik war zu dieser Zeit, besonders bei anglikanischen Kirchengebäuden sowohl in den Kolonien des britischen Empire, als auch im Vereinigten Königreich selbst äußerst populär. Der Aufschwung dieses Architekturstils ging einher mit dem Aufkommen der Oxford-Bewegung, einer anglo-katholischen Gruppierung englischer Intellektueller (siehe auch High Church), die die Meinung vertraten, mittelalterlich-gotisch beeinflusste Architektur rege die Spiritualität in einem höheren Maße an als die auf heidnischen Tempeln bzw. nichtchristlichen Gotteshäusern basierenden Baustile. Die Anglikanische Kirche außerhalb des „Mutterlandes“ verfolgte schließlich neben der nostalgischen Erinnerung an die Heimat noch ein weiteres Ziel: Die Ureinwohner in solcher Art und Weise zu beeindrucken, dass sie zum neuen Glauben konvertierten. Die römisch-katholische Kirche jedoch, der Francis Petre angehörte, wollte sich seit jeher von den Anglikanern unterscheiden, so auch in der Architektur. Daher orientierte sich diese Konfession an den in Südeuropa vorherrschenden Formen der Gotik und der Renaissance. Folglich war es die katholische Kirche, die Petre die größten Möglichkeiten eröffnete, sein architektonisches Können in Bezug auf italienische und französische Baustile unter Beweis zu stellen.
Ein frühes Spezialgebiet Petres war die Verwendung von besonders für große Flächen geeignetem Massenbeton, einem zur damaligen Zeit in Neuseeland neuen Baustoff. Wurde er bereits von den Römern verwendet, ging die Rezeptur zur Herstellung verloren, bis im 18. Jahrhundert neu erfunden wurde. Drei von Petres ältesten Werken wurden allesamt unter Einbindung dieses Baustoffes erbaut: Das Anwesen von Richter Chapman (heute als „Castlemore“ bekannt), eine als „Cargill’s Castle“ bekannte, exponiert gelegene Villa sowie die St. Dominic’s Priory, die alle drei in den 1870er Jahren vollendet wurden. Auf Wunsch seiner Auftraggeber arbeitete Petre jedoch auch mit konventionellen Baustoffen.

### Erster Großauftrag: Die St Dominic’s Priory

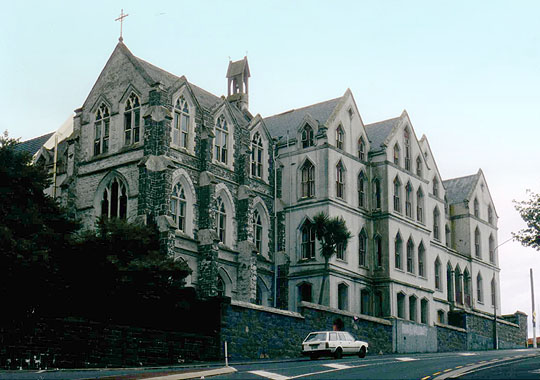
Die St Dominic’s Priory

Das vermutlich wichtigste Projekt, das Petre in den 1870er-Jahren in Angriff nehmen durfte, war die Errichtung eines Priorats in seiner hauptsächlichen Wirkungsstätte, in Dunedin. Das nach dem heiligen Dominikus benannte Gebäude wurde von 1876 bis 1877 errichtet. Petres Meinung nach orientiere sich die Architektur des Priorats an der angelsächsischen Tradition, was er mit den gleichmäßig abgeschrägten Fensteröffnungen begründete. In Wirklichkeit jedoch entsprang das Gebäude zum Großteil aus seiner eigenen Feder und wurde nur leicht von angelsächsischer Architektur beeinflusst.
Bekanntheit erlangte das Gebäude durch die großzügige Verwendung von gegossenem Beton, einem Baumaterial, das in Neuseeland zur damaligen Zeit fast gänzlich unbekannt, jedoch sehr vielseitig einsetzbar war. Auf diese Weise war es ohne größere Schwierigkeiten möglich, die Fassade des Bauwerks durch derart viele Fensteröffnungen zu unterbrechen. Insgesamt erscheint das Gebäude gewaltig und zugleich streng, was den zukünftigen Verwendungszweck als Kloster zur Geltung bringen sollte. Zur Zeit seiner Errichtung war das Priorat das größte aus unbewehrtem Beton bestehende Gebäude der Südhalbkugel (Stahl wurde damals noch nicht als stützendes Element des Betons verwendet). Dieses Projekt brachte Petre den noch heute charakteristischen Spitznamen „Lord Concrete“ (von engl. concrete = Beton) ein.

### Wandlung von Neogotik zur Renaissance: Die Kathedralen
Francis Petre hatte als gläubiger Katholik das Privileg, drei römisch-katholische Kathedralen auf neuseeländischem Boden entwerfen und errichten zu dürfen. In den drei gewaltigen Sakralbauten spiegelt sich deutlich die stilistische Wandlung Petres wider, die von der neogotischen St Joseph’s Cathedral in Dunedin, über die beinahe klassizistisch anmutende Cathedral of the Sacred Heart in Wellington, bis hin zum typischen Renaissance-Bau, der Cathedral of the Blessed Sacrament in Christchurch reicht.

#### St Joseph’s Cathedral (1878)
45° 52′ 28,3″ S, 170° 29′ 52,9″ O

Die heutige St Joseph’s Cathedral in Dunedin

Obwohl Francis Petre in seiner Architekturkarriere zahlreiche Kirchen, Schulen, öffentliche Gebäude und Privathäuser entwarf, konnte er sein gewaltigstes Projekt, die römisch-katholische Kathedrale in Dunedin niemals fertigstellen. Die heutige Fassade und das gesamte Kirchenschiff entsprechen noch dem Originalzustand aus den späten 1870er-Jahren und verdeutlichen die Stellung des Bauwerks als eines der wichtigsten Beispiele für französische Neogotik. Heute erinnert das Gebäude, das direkt neben der St Dominic’s Priory errichtet wurde, an zahlreiche Meisterwerke europäischer Sakralarchitektur. So kommen beim Betrachten der Fassade, die von den zwei Türmen und der Rosette dominiert wird, französische Kathedralen wie Chartres oder Notre Dame in den Sinn. Petres ursprüngliche Entwürfe, die auf einer fast 90 Seiten umfassenden Sammlung von Zeichnungen überliefert sind und heute im Archiv der Diözese aufbewahrt sind, sahen einen Kathedralenbau vor, der alle anderen Sakralbauten im damaligen Australasien in den Schatten stellen sollte. Die beiden seitlichen Türme wären demnach von einer zentralen, ungefähr 60 Meter hohen Kirchturmspitze überflügelt worden. Der Spatenstich erfolgte im Jahr 1878, infolge der Wirtschaftskrise aus den frühen 1880er Jahren besann sich jedoch ein Diözesan-Verantwortlicher darauf, zur Begrenzung der Verschuldung auf den gewaltigen mittleren Turm zu verzichten.
Im Jahr 1886 schließlich wurde das heutige Kirchengebäude gesegnet. Der Unterbau der Kathedrale verhalf ihr zu größerer Bekanntheit: Der nach dem Heiligen Josef benannte Sakralbau stützt sich auf 40 wuchtige Betonstöße, die jeweils über 1,2 Meter breit sind und 10 Meter in das vulkanische Grundgestein versenkt wurden. Das Kirchenschiff misst eine Länge von 24 Metern und ist 16 Meter hoch. Das Mauerwerk des Gebäudes besteht aus schwarzem Basalt, während für die Friese und Ornamente das aus dem nahen Oamaru stammende weiße Oamaru-Gestein verwendet wurde. Diese Art des Kalksteins wurde in der damaligen Südinsel-Architektur bevorzugt verwendet; ein weiteres bekanntes Gebäude dieser Art ist der Bahnhof Dunedin. Petre sollte in den folgenden Jahrzehnten weitere Aufträge zum Bau von Kathedralen bekommen, die St Joseph’s Cathedral sollte jedoch sein größtes im Gothic Revival-Stil errichtetes Bauwerk bleiben.

#### Cathedral of the Sacred Heart (1901)
41° 16′ 36,4″ S, 174° 46′ 32,2″ O

Die Basilica of the Sacred Heart im Jahr 1910

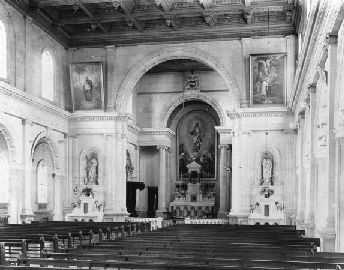
Das klassizistisch anmutende Kirchenschiff (ca. 1910)

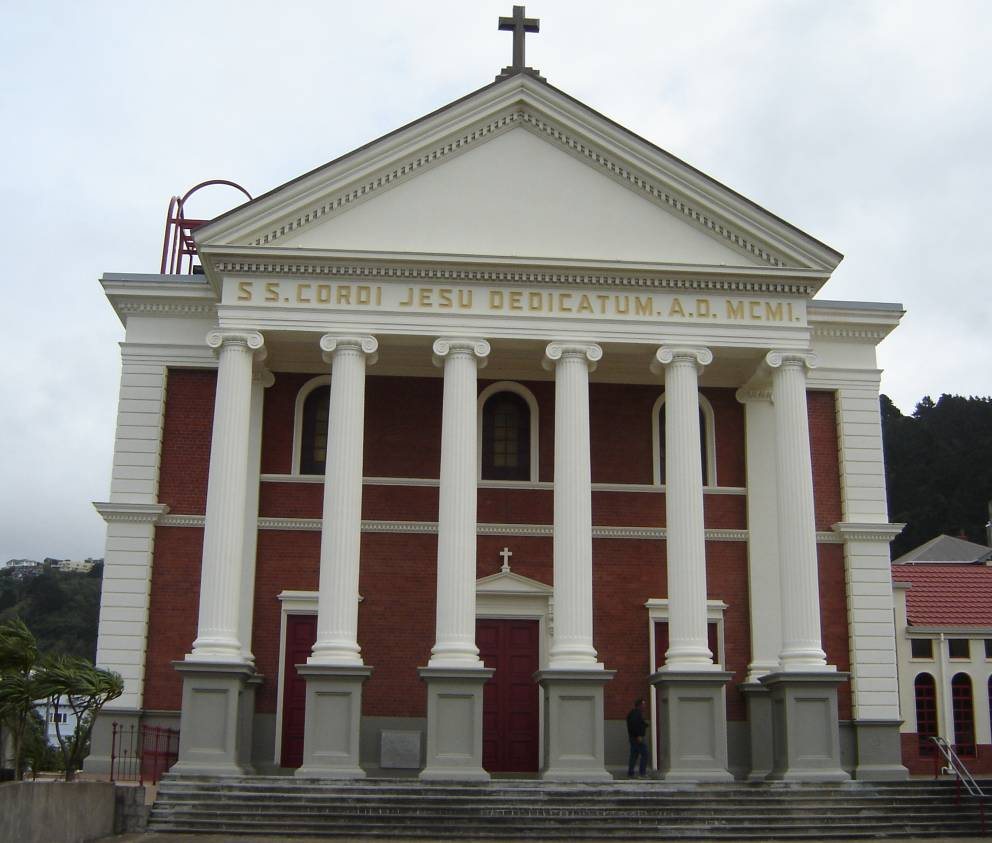
Die Cathedral of the Sacred Heart im Jahr 2005

Dass eine wie ein griechisch-römischer Tempel aussehende Kirche heute die Kathedrale des römisch-katholischen Erzbistums Wellington ist, war zur Zeit ihrer Errichtung nicht geplant. Der Vorgängerbau, die der Gottesmutter Maria gewidmete erste Kathedrale, errichtet im Jahr 1850 als repräsentative neugotische Basilika mit Fialen und Strebebögen, war 1898 durch einen Brand zerstört worden. Die Sacred-Heart-Basilika wurde an ihrer Stelle als Pfarrkirche erbaut. Die neue Bischofskirche sollte näher bei den inzwischen gewachsenen Stadtteilen Te Aro und Newtown entstehen.
Petre hatte eine persönliche Beziehung zu dem Ort, da die katholische Gemeinde die Grundstücke durch seinen Vater und Großvater erhalten hatte. Nur zwei Tage nachdem der Beschluss gefasst worden war, eine Art „Gedenkkirche“ zu schaffen, wurde Petre mit dieser Aufgabe betraut. Er veröffentlichte später − im Jahr 1903 − auch Pläne für die neue Kathedrale, die seiner Meinung nach in Formen „römischer Architektur an der Grenze zur italienischen Renaissance“ hätte errichtet werden sollen. Dieses Vorhaben wurde jedoch niemals realisiert.
Nach Meinung zahlreicher angesehener Architekten des 19. Jahrhunderts, so des Engländers Augustus Pugin, war nur der (neo)gotische Architekturstil für den Bau christlicher Gotteshäuser geeignet. Diese Ansicht hielt sich bis zum Ausgang des 19. Jahrhunderts. Zu ihren Vertretern gehörte auch der Neuseeländer Benjamin Mountfort, der 1898 verstorben war. Petre brach mit dieser Tradition, indem er das neue Gebäude im Stil des in Venetien wurzelnden Palladianismus entwarf. Inzwischen galt der gotisierende Stil als altmodisch und zudem zu teuer.
Das Bauwerk ist stark auf äußere Wirkung angelegt. Die eindrucksvolle Hauptfassade aus weißem Oamaru-Gestein beherrscht eine auf sechs gewaltigen ionischen Pfeilern ruhende Säulenhalle. Deren Giebelseite wird von einem großflächigen, mehr an Vitruv als an Andrea Palladio erinnernden Dreiecksgiebel dominiert. Hinter der beeindruckenden Frontfassade erstreckt sich das langgezogene Kirchenschiff, das weniger streng dem römischen Stil folgt.
Im Innenraum setzt sich der palladianische Stil fort. Das Hauptschiff wird links und rechts von Säulengängen flankiert, deren Pfeiler als Fundament für einen mit Rundbogenfenstern versehenen Obergaden dienen. Der Altarraum ist durch einen Triumphbogen vom Langhaus abgesetzt. Dieses architektonische Element wird oftmals als „palladianisches Fenster“ bezeichnet. Die flache, in jeweils gleich große Abschnitte geteilte Decke ist eine bescheidenere Nachbildung von Deckenabschnitten der Kirche Santa Maria dei Miracoli in Venedig. Die beiden Glockentürme mussten infolge des Erdbebens von 1942 entfernt werden.
Die Kosten für die neue Kirche wurden aus den eigentlich für die Errichtung der neuen Kathedrale im Stadtzentrum vorgesehenen Geldmitteln gedeckt, was eine Verzögerung des eigentlichen Kathedral-Projektes zur Folge hatte. Nach über 70 Jahren wurden die Pläne zum Bau einer neuen katholischen Kathedrale in Wellington schließlich endgültig aufgegeben. Am 18. März 1984 wurde die Sacred Heart Basilica durch Kardinal Thomas Williams offiziell zur Metropolitankathedrale erhoben.

#### Cathedral of the Blessed Sacrament (1904)

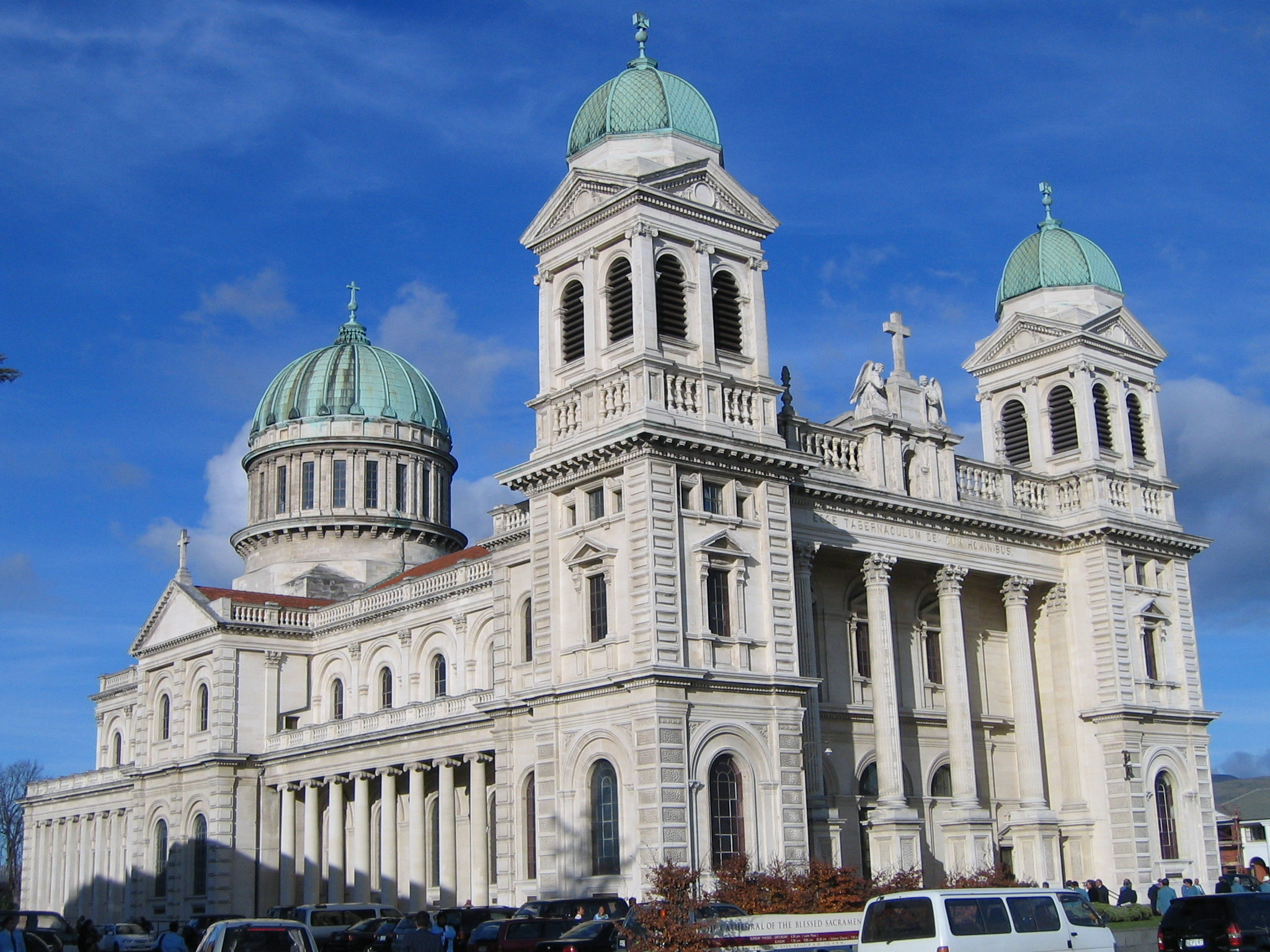
Die „Cathedral of the Blessed Sacrament“, Petres größtes fertiggestelltes Werk

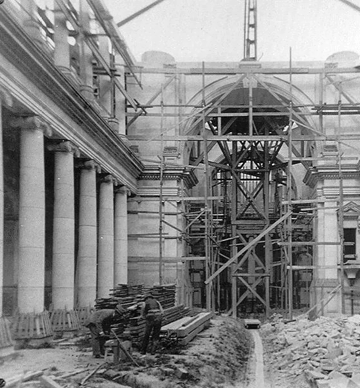
Die im Bau befindliche Kathedrale (ca. 1903)

Von allen Bauwerken, die Petre entwarf und die auch errichtet wurden, gilt die römisch-katholische Cathedral of the Blessed Sacrament in Christchurch allgemein als sein bedeutendstes.

### Petre als Architekt von Privatgebäuden
Nicht nur bei den Sakralbauten, auch im Bereich der Privathäuser präsentierte sich Francis Petre als extrem abwechslungsreich. Offensichtlich entwarf er − ungleich vielen anderen Architekten − Gebäude immer genau den Wünschen seiner Kunden nach – wollten sie einen burgähnlichen Bau, projektierte er eine Burg, wünschten sie ein herrschaftliches Anwesen im Tudorstil, entsprach Petre auch ihren Wünschen.

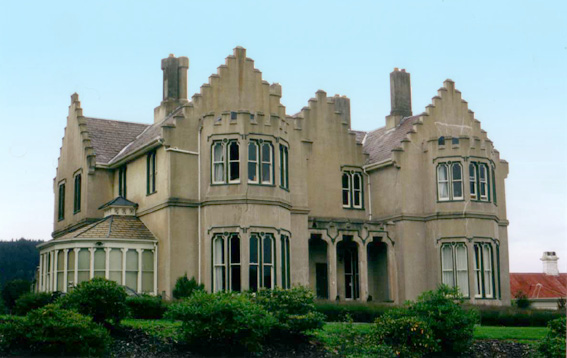
Das Castlamore in der Lovelockavenue, Dunedin

Ein großer Privatwohnsitz, der von Petre entworfen wurde, befindet sich in der Lovelockavenue in seinem hauptsächlichen Wirkungsort, in Dunedin. Ursprünglich wurde er 1875 für einen Richter namens Chapman errichtet und auf den Namen „Woodside“ getauft, obwohl das Anwesen schon bald nach der Fertigstellung fast ausschließlich unter dem Namen „Castlamore“ bekannt wurde. Dieses stattliche Gebäude befindet sich an den Hängen des Botanischen Gartens nahe der University of Otago und stellt ein Meisterwerk der Zurückhaltung dar. Von dem Gebäude geht eine mittelalterliche Atmosphäre − ähnlich der eines schottischen Cottages − aus, die − bei einem solchen Bauwerk üblichen − Zinnen werden jedoch nur mithilfe des abgestuften Giebels angedeutet. Die zweistöckigen Erker, die das Haus mit Licht durchfluten, spielen wieder auf die Mittelalter-Thematik an. Erst nach längerem Betrachten des Ensembles fällt auf, dass sie aus einer Reihe von Spitzbogenfenstern aufgebaut sind. Die großen, achteckigen Kamine heben den bisher geschilderten Aufbau des Bauwerks hervor, anstatt prahlerisch zu wirken.
Der Mittelalter-Thematik nach hätte das Anwesen ohne Probleme als trostlose, düstere Burg konzipiert werden können, in Wirklichkeit fungiert es aber komfortables Wohnhaus inklusive Loggia und Wintergarten. Ein weniger talentierter Architekt wäre nicht umhingekommen, ein Tourelle oder eine Fiale hinzuzufügen, was die ganze Dezentheit des Bauwerks zerstört hätte. Petres Raffiniertheit lag auch darin begründet, dass er genau wusste, wie er große Fensterflächen und weitere Vorzüge der Moderne mit der Mittelalter-Thematik verknüpfen musste, damit das betreffende Gebäude zwar einen neogotischen Einschlag bekam, jedoch nicht zur Verspottung der originalen Architektur wurde. Folglich gehörte Petre zu den Vertretern der ursprünglichen Gothic-Revival-Architektur, wie sie von Architekten wie James Wyatt ausgedacht wurde, und wandte sich gegen die neuere Neogotik, nachdem sie unter den anglo-katholischen Einfluss geriet; Er stand somit auch Architekten wie dem Engländer Augustus Pugin oder dem Neuseeländer Benjamin Mountfort entgegen.

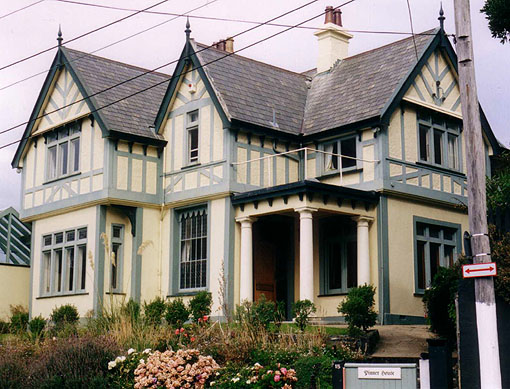
Das „Pinner House“ in Dunedin

Eines von Petres größten Talenten war seine extreme Vielseitigkeit. Im Jahr 1883 zum Beispiel ließ er für einen ansässigen Kaufmann ein herrschaftliches Anwesen in Christchurch errichten. Das Bauwerk wird dem damals besonders in Neuseeland aufkommenden „English Cottage“-Stil zugeschrieben. Dieses, als „Llanmaes“ bezeichnetes Gebäude stand in krassem Gegensatz zu seinen bisherigen Projekten: Anstatt beeindruckende Größe und Ausstrahlung zum Ausdruck zu bringen, beschränkt sich dieses Anwesen darauf, rustikalen Charme zu verbreiten. Aufgrund ihrer Größe ähnelten Petres „Cottages“ jedoch eher Marie-Antoinettes Hameau im Park von Versailles, als bescheidenen englischen Anwesen. Vergleichbar mit dem englischen Architekten George Devey versuchte Petre diese Gebäude in einem leicht stilisierten Tudorstil zu verwirklichen. Deren wichtigste Eigenschaft ist der hervorstechende Fachwerkstil mit den dunklen Holzbalken zwischen dem sehr hellen Mauerwerk, die bis in den Giebel unterhalb des Ziegeldaches reichen. Diese Architekturrichtung gelangte in Neuseeland ab den 1910er-Jahren zu sehr großer Berühmtheit.
In dunediner Stadtteil St. Clair existieren in der Cliffs Road zwei Cottages von Petre in direkter Nähe zueinander: Zum einen das „Pinner House“, bei dem Petre in den englischen Landhaus-Stil das mediterrane Klima Neuseelands mithilfe großer Fensterfronten sowie ausladender Veranden einzubinden versuchte. Es wurde in den 1880er-Jahren für Aufrere Fenwick, damals einer der bedeutendsten Börsenmakler der Stadt, errichtet. Gegenüber davon errichtete Petre ein ziemlich ähnlich aufgebautes Wohnhaus, in dem er sich selbst niederließ.

### Privatleben
Einer von Petres ersten großen Bauaufträgen war das „Cargill’s Castle“, ein anmutiger Prachtbau, dessen Funktionalität eindeutig weniger ausschlaggebend war, als die Wirkung nach außen. Das vom damaligen Politiker und späteren Bürgermeisters von Dunedin, Edward Bowes Cargill, in Auftrag gegebene und nach ihm benannte Gebäude ähnelte zwar eher einem herrschaftlichen Anwesen, als einer wirklichen Burg, doch stellte das „Cargill’s Castle“ neben dem „Larnach Castle“ von Robert Lawson die einzige Burg Neuseelands dar. Weil die „Burg“ auf einer bis zu 60 Meter hohen Klippe erbaut wurde, bekam sie von Nachfahren des Auftraggebers den Namen „the Cliffs“ (engl., die Klippen). In diesem Zusammenhang war Petre höchstwahrscheinlich auch Bauleiter bei der Errichtung eines zu einem abgelegenen Strand zu Füßen der Burg führenden Tunnels, der heute als „Tunnel Beach“ bekannt ist. Während er dieses Anwesen plante, verliebte er sich in Margaret Cargill, die Tochter seines Auftraggebers. Einer Hochzeit standen jedoch anfangs die unterschiedlichen Konfessionen der beiden Familien gegenüber: Während die Petres seit jeher erzkatholisch, während die Cargill-Familie in genauso großem Ausmaß die Ansichten der presbyterianischen Kirche vertrat. Schlussendlich jedoch wurde beiden die Heirat erlaubt und die Hochzeitszeremonie fand 1877 − kurz nach der Fertigstellung des Bauwerkes − im Hauptsalon statt. Unglücklicherweise fiel ein Großteil des Gebäudes in den 1940er-Jahren einer Feuersbrunst zum Opfer und ist heute eine denkmalgeschützte Ruine.
Die Petres selbst hatten im Lauf ihres Ehelebens dreizehn Kinder. Im Jahr 1903, nach dem Tod seines Schwiegervaters wurde Francis Petre zum Konsul des Staates Italien in Dunedin ernannt. Außerdem war er Gründungsmitglied des New Zealand Institute of Architects, einem Berufsverband, dem heute 85 % aller Architekten des Landes angehören. Von 1907 bis 1908 hatte er darin sogar den Vorsitz inne. Auch am Höhepunkt seiner Karriere wurde Petre zumeist als entgegenkommend und beliebt beschrieben. Petre starb am 10. Dezember 1918 im Alter von 71 Jahren in seinem Haus in Dunedin nach einer über 40-jährigen Laufbahn als Architekt und liegt heute auf dem Anderson’s-Bay-Friedhof in seiner langjährigen Heimatstadt in Otago.

## Bauwerke von Francis Petre
Es folgt eine chronologische Auflistung der von Francis Petre entworfenen und erbauten Gebäude:
- Woodside mansion (im Volksmund zumeist „Castlamore“) im neogotischen Stil, Dunedin (1875).
- Cargill’s Castle im italienisch/neogotischen Schloss-Stil, Dunedin (1876).
- St. Dominic’s Priory im neogotischen Stil, Dunedin (1877).
- St. Joseph’s Cathedral im neogotischen Stil, Dunedin (1878–1886).
- Guardian Royal Exchange Assurance Building im palladianistischen Stil, Dunedin (1881–1882).
- Llanmaes mansion im englischen Cottage-Stil, Christchurch (1883).
- Phoenix House (heute: „Airport House“), Dunedin (ca. 1885).
- Pinner House im englischen Cottage-Stil, Dunedin, (ca. 1885).
- Sacred Heart Church, Dunedin (1891).
- St. Patrick’s Church, Lawrence (1892).
- St. Mary’s Roman Catholic Church, Milton (1892).
- St. Patrick’s Basilica in palladianistischem Renaissance-Stil, Oamaru (1893–1903).
- Sacred Heart Basilica (heute: „Cathedral of the Sacred Heart“) im palladianistischen Stil, Wellington (1901).
- Cathedral of the Blessed Sacrament im italienischen Renaissance-Stil, Christchurch (1904–1905).
- St. Mary’s Roman Catholic Basilica, Invercargill (1905).
- St. Patrick’s Church in kombiniert römisch-italienischem Stil, Waimate (1908).
- Church of the Sacred Heart (auch: „Timaru Basilica“), Timaru (1910).